# 林伯禧
林伯禧（1960年7月1日—），筆名白魚，臺灣當代畫家，擅長礦石膠彩畫。2021年作品《富貴平安》由教宗方濟各接收為梵蒂岡博物館典藏。於2022年成立「無隅」（Infinity Art）畫派。

## 生平
1994年隨水墨畫家李義弘學山水畫 ，啟蒙於王鳳閣。習於張文榮、王瑞琮、劉百鈞、黃光男等藝術家。林伯禧致力於教育及培植人才，成立「白魚藝術基金會」並提供獎學金給優秀及清寒藝術學子。

## 經歷
- 2025年，於日本香川縣小豆島舉辦《鎏金獨白：在這島嶼書寫我的存在》個展[6]
- 2023年，由米蘭布雷拉美術學院副院長Maria Cristina Galli代表院方獲頒「最高榮譽貢獻殊榮」。[7]
- 2019年，於義大利米蘭「蒙札皇宮」Villa Reale di Monza（意大利语：Villa Reale di Monza） 舉辦「鎏金獨白─無極」個展。[8]
- 2015年，獲頒「比利時列日皇家美院（英语：Académie royale des beaux-arts de Liège） 終身榮譽教授」，頒獎人院長Daniel Sluse。[9]